# It's Complicated (skladba, Maraaya ft. BQL)
»It's Complicated« je skladba in peti single dua Maraaya, v sodelovanju z BQL (njun tretji single) pri založbi Nika Records. Pesem so napisali Raay & Marjetka Vovk (glasba, besedilo) in Charlie Mason (besedilo). 
Pesem in videospot sta uradno izšla 7. junija 2017, a skladba je bila premierno predstavljena že 26. maja 2017, pred občinstvom na Cankarjevi cesti v Ljubljani.

## Zasedba

### Produkcija
- Raay – glasba, besedilo
- Marjetka Vovk – glasba, besedilo
- Charlie Mason – besedilo
- Raay Music (Raay, Art Hunter, T. Snare) – aranžma, producent

### Studjska izvedba
- Marjetka Vovk – solo vokal
- Anej Piletič (BQL) – kitara, spremljevalni vokal
- Rok Piletič (BQL) – spremljevalni vokal

## Videospot
Video je bil posnet v Španiji, v mednarodnem sodelovanju s priznano estonsko ekipo Vita Pictura. Raay je dejal da v spotu ne nastopajo sami, saj je to trenutno trend in vse skupaj ostane bolj skrivnostno.

## Hrvaška verzija
»Sjaj«, hrvaška verzija pesmi »It's Complicated«, v izvedbi dua Maraaya in v sodelovanju z BQL. Ta verzija pesmi in njen videspot sta uradno izšla 9. 6. 2017 pri založbah Croatia Records in Nika Records. Besedilo za hrvaško verzijo je napisal Fayo. Predpremierno je bila pesem objavljena na albumu festivala CMC Vodice 2017. 
10. junija 2017 je duo Maraaya nastopil na največjem hrvaškem pop festivalu CMC Vodice 2017, saj je to verzijo pesmi, posebej za to priložnost, izbral organizator tega festivala.

## Lestvice

### Tedenske lestvice
| Lestvica (2017)      | Najvišja uvrstitev |
| -------------------- | ------------------ |
| Slovenija (SloTop50) | 9                  |

## Formati in lista
Digitalni prenos
1. »It's Complicated« – 3:40

- Digitalni prenos (hrvaška verzija)

1. »Sjaj« (hrvaška verzija) – 3:40